# Wolf Bunge
Wolf Bunge (* 7. Oktober 1950 in Greifswald) ist ein deutscher Theaterwissenschaftler, Regisseur, Dozent und Intendant.

## Leben
Wolf Bunge wurde 1950 in Greifswald als Sohn des Regisseurs und Autors Hans Bunge (1919–1990) geboren und besuchte ab 1965 in Brandenburg an der Havel die Erweiterte Oberschule Wolfgang-von-Goethe und legte dort 1969 sein Abitur ab. In dieser Zeit gründete er mit anderen Schülern die Band Team 67, in der er die Melodiegitarre spielte und die sich 1970 auflöste. Es folgte ab 1972 ein Studium der Theaterwissenschaften an der Humboldt-Universität zu Berlin. Während dieser Zeit wirkte er auch als Schauspieler am dortigen Studententheater unter der Leitung von Horst Hawemann. Anschließend absolvierte er ein Studium für Schauspielregie am Institut für Schauspielregie an der Staatlichen Schauspielschule Berlin, welches er 1979 erfolgreich abschloss. Sein erstes Engagement hatte er von 1979 bis 1984 als Regisseur am Berliner Ensemble. Die folgenden Jahre bis 1990 war er freiberuflich an verschiedenen Theatern sowie beim Rundfunk der DDR als Regisseur tätig. Zusätzlich wirkte er von 1978 bis 1990 als Schauspieldozent in Rostock, Leipzig, Berlin und Kopenhagen.
Im Jahr 1990 gründete Wolf Bunge mit Gleichgesinnten in Magdeburg die Freien Kammerspiele, deren erster Intendant er wurde und wo er bis  2001 auch als Regisseur wirkte. Es folgte erneut eine Zeit der freiberuflichen Tätigkeit als Regisseur und als Schauspieldozent an der Berliner Hochschule für Schauspielkunst Ernst Busch bis zum Jahr 2003. Von 2003 bis 2005 war er als Schauspieldirektor am Staatstheater Cottbus tätig. Anschließend war er wieder als freischaffender Regisseur an verschiedenen Theatern gefragt und arbeitete als Dozent für Schauspiel und Regie am Mozarteum in Salzburg sowie auch wieder an der Hochschule für Schauspielkunst Ernst Busch in Berlin. Mehrfach war er auch als Jurymitglied für verschiedene internationale Wettbewerbe gefragt.
Der Theaterregisseur Sascha Bunge (* 1969) ist sein Sohn.

## Theater
- 1977: Helmut Baierl: Die Feststellung – Regie: mit Christoph Brück (Berliner Ensemble)
- 1979: William Shakespeare: Der Widerspenstigen Zähmung – Regie mit Christoph Brück (Theater der Stadt Cottbus)
- 1980: William Shakespeare: Der Widerspenstigen Zähmung – Regie mit Christoph Brück (Berliner Ensemble)
- 1982: Gudrun Bunge/Hans Bunge: HUAC. Der Fall Eisler – Regie mit Christoph Brück (Berliner Ensemble – Probebühne)
- 1984: Bertolt Brecht: Turandot oder Der Kongreß der Weißwäscher (Theater Kopenhagen)
- 1985: Lothar Trolle: 34 Sätze über eine Frau (Bühnen der Stadt Gera)
- 1985: Bertolt Brecht nach Maxim Gorki: Die Mutter (Nandari-Theater Kabul – Afghanistan)
- 1986: Heinrich von Kleist:  Amphitryon (Bühnen der Stadt Gera)
- 1986: William Shakespeare: Romeo und Julia (Brandenburger Theater)
- 1987: Heiner Müller: Der Auftrag (Bühnen der Stadt Magdeburg)
- 1988: Nikolai Erdman: Der Selbstmörder (Sommertheater der Theaterhochschule Leipzig)
- 1989: John Millington Synge: Die Nebelschlucht (Theater Kopenhagen)
- 1990: Georg Büchner: Woyzeck (Theater Kopenhagen)
- 1991: Lothar Trolle: Ein Vormittag in der Freiheit (Freie Kammerspiele Magdeburg)
- 1991: William Shakespeare: Othello (Freie Kammerspiele Magdeburg)
- 1992: Stefan Schütz nach Heinrich von Kleist: Kohlhas (Freie Kammerspiele Magdeburg)
- 1993: Stefan Schütz: Orestobsession (Freie Kammerspiele Magdeburg)
- 1993: Stefan Schütz: Wer von Euch (Freie Kammerspiele Magdeburg)
- 1994: Bertolt Brecht: Der aufhaltsame Aufstieg des Arturo Ui (Freie Kammerspiele Magdeburg)
- 1994: Lothar Trolle: Hammel und Bammel (Freie Kammerspiele Magdeburg)
- 1995: Johann Heinrich Jung-Stilling: Das Heimweh (Freie Kammerspiele Magdeburg)
- 1995: Ödön von Horváth: Glaube Liebe Hoffnung (Theater Tübingen)
- 1996: Heinrich von Kleist: Penthesilea (Freie Kammerspiele Magdeburg)
- 1996: Stefan Schütz: Werwölfe (Freie Kammerspiele Magdeburg)
- 1997: Konstantin Pawlow: Persifedron (Freie Kammerspiele Magdeburg)
- 1997: Oliver Bukowski: Ob so oder so (Freie Kammerspiele Magdeburg)
- 1998: William Shakespeare: König Lear (Freie Kammerspiele Magdeburg)
- 1998: Dirk Heidicke: Olvenstedt probierts (Freie Kammerspiele Magdeburg)
- 1999: Iwan Pavlov: Rebellion am Sonntag (Theater Plovdiv)
- 1999: Wladimir Sorokin: Hochzeitsreise (Freie Kammerspiele Magdeburg)
- 2000: Henrik Ibsen: Ein Volksfeind (Freie Kammerspiele Magdeburg)
- 2001: Fritz Kater: Vineta (Freie Kammerspiele Magdeburg)
- 2001: Johann Wolfgang von Goethe: Iphigenie auf Tauris (Freie Kammerspiele Magdeburg)
- 2003: Anton Tschechow: Drei Schwestern (Staatstheater Cottbus)
- 2004: Carlo Goldoni: Der Impresario von Smyrna (Staatstheater Cottbus)
- 2005: Kai Hensel: Welche Droge passt zu mir? (Staatstheater Cottbus)
- 2005: Georg Büchner: Woyzeck (Theater Rudolstadt)
- 2006: Gotthold Ephraim Lessing: Emilia Galotti (Theater Rudolstadt)
- 2007: Johann Wolfgang von Goethe: Clavigo (Goethe-Theater Bad Lauchstädt)
- 2007: Friedrich Schiller: Kabale und Liebe (Theater Lübeck)
- 2008: Peer Wittenbols: Die Schutzhütte – Regie: Jörg Richter (Theater an der Parkaue Berlin)
- 2009: Karola Marsch/Wolf Bunge nach Brüder Grimm: Schneeweißchen und Rosenrot (Theater an der Parkaue Berlin)
- 2009: Friedrich Schiller: Lohanna von Orleans (neues theater Halle)
- 2010: Carl Zuckmayer: Des Teufels General (Anhaltisches Theater Dessau)
- 2011: Hans Fallada: Kleiner Mann – was nun? (Mittelsächsisches Theater Freiberg)
- 2012: Johann Wolfgang von Goethe: Faust. Der Tragödie zweiter Teil (Volkstheater Rostock – Theater im Stadthafen)
- 2012: Seán O’Casey: Das Ende vom Anfang (Volkstheater Rostock)
- 2014: Bertolt Brecht: Die jüdische Frau  (Forum Gestaltung Magdeburg)
- 2014: Hans-Werner Kroesinger: Die Kindertransporte (Forum Gestaltung Magdeburg)
- 2016: Friedrich Christian Delius: Die Birnen von Ribbek (Feuerwache Magdeburg)
- 2017: Dirk Heidicke: Bruder Martin & Bruder Johann (Kammerspiele Magdeburg)

## Hörspiele
- 1985: Peter Hacks: Leberecht am schiefen Fenster (Kinderhörspiel/Kurzhörspiel – Rundfunk der DDR)